# La Courneuve
La Courneuve ist eine französische Stadt im Département Seine-Saint-Denis mit 47.086 Einwohnern (Stand 1. Januar 2022). Die Stadt liegt circa vier Kilometer nordnordöstlich von Paris entfernt und bildet heute einen Teil von dessen Banlieue. Die Einwohner nennen sich Courneuviens.

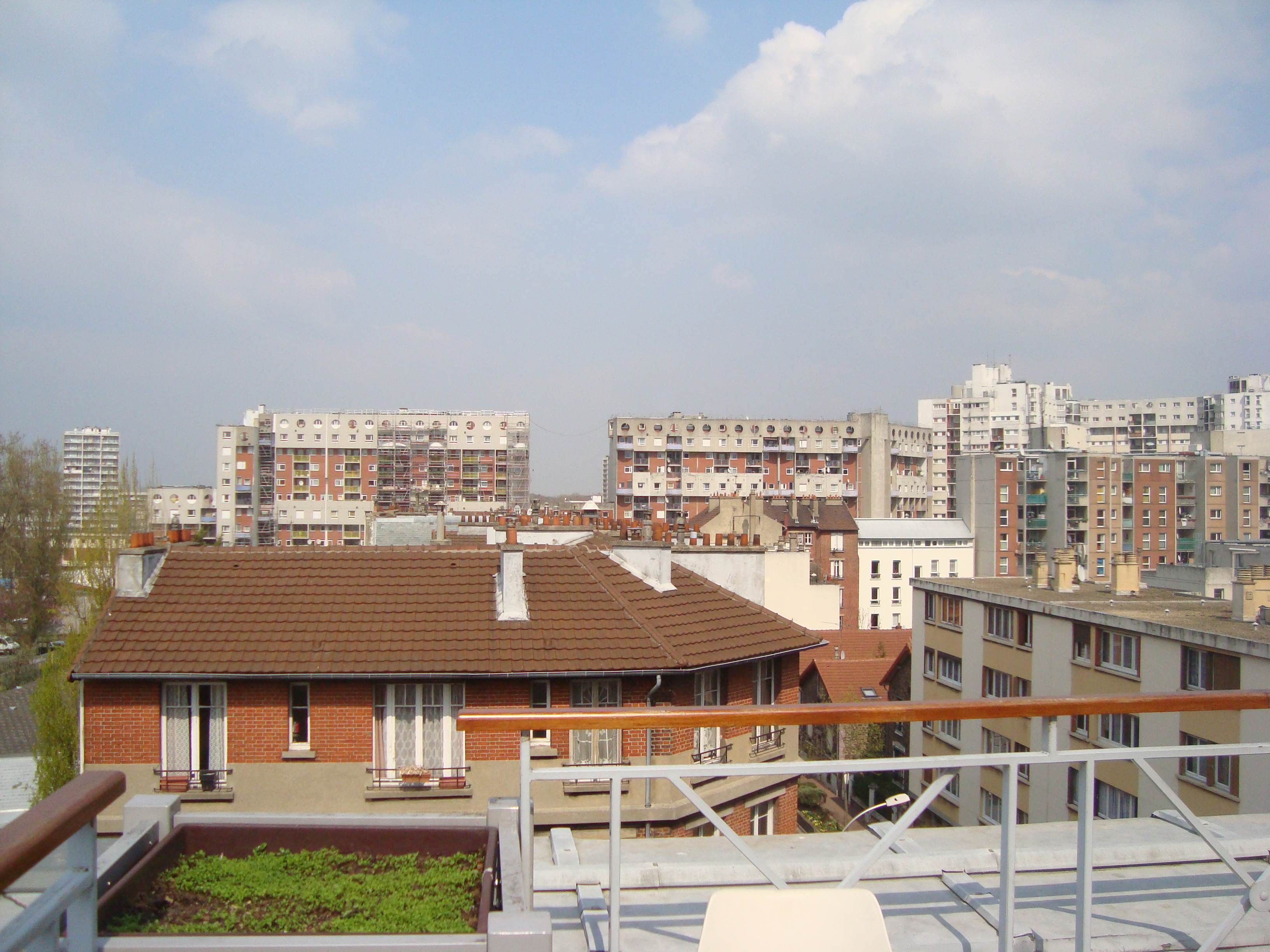
Stadtzentrum La Courneuve

## Geschichte
Der Name La Courneuve kommt vom lateinischen curia nova oder curtis nova, „neues Gebiet“, und bezieht sich auf die Siedler, die Suger, Abt des Klosters Saint-Denis, hier ansiedelte.
Gegen Ende des 19. Jahrhunderts setzte die Industrialisierung ein und die Gemeinde wurde ein Zentrum der Arbeiterbewegung.
Während der deutschen Besatzung bildeten die Gewerkschafter die Grundlage der aktiven Résistance, besonders durch Suzanne Masson. Am 15. August 1944 gelang es durch einen Angriff der Résistance einen Lastwagen mit Maschinenpistolen zu erobern, der von den Forces françaises de l’intérieur (FFI) benutzt wurde.
Die Stadt ist das Ziel mehrerer alliierter Bombardierungen im Jahre 1943 und besonders im August 1944. Am 12. April 1944 starben bei einem Angriff zwölf Menschen. Am 10. August gab es bei einem Angriff auf ein deutsches Benzinlager acht Tote und Hunderte von zerstörten Wohnungen (123 gänzlich, 350 teilweise).
Die Nachkriegszeit war hier, wie in fast allen Vorstädten von Paris, von der Konstruktion großer Hochhaussiedlungen in Plattenbauweise (grands logements) geprägt. In den 1970er Jahren wurde die Gemeinde vom Niedergang der klassischen Industriezweige und dem Strukturwandel stark getroffen.
Bei den Unruhen in Frankreich 2005 machte der damalige französische Innenminister Nicolas Sarkozy hier den denkwürdigen Ausspruch, dass man die Wohnsiedlungen der Vorstädte mit dem Kärcher säubern werde (On va nettoyer au Kärcher ces cités).

## Geographie
Die Stadt hat eine Fläche von 752 ha. Die angrenzenden Gemeinden sind im Arrondissement Saint-Denis: Aubervilliers, Saint-Denis und Stains (einzelner Kanton); im Arrondissement Bobigny: Bobigny, Le Bourget und Dugny im Kanton Le Bourget, Drancy und Pantin.

## Park Georges-Valbon
Der Park Georges-Valbon (umgangssprachlich oft: Parc de La Courneuve) ist mit einer Größe von 400 ha nach dem Bois de Boulogne (1000 ha) und dem Bois de Vincennes (850 ha) der drittgrößte in der Region Île-de-France und empfängt etwa zwei Millionen Besucher im Jahr. Er erstreckt sich über fünf Gemeinden, La Courneuve, Saint-Denis, Stains, Dugny und Garges-lès-Gonesse (Val-d’Oise). Es gibt hier ein Reitsport-Zentrum. Verwaltet vom Generalrat (Conseil Général), bietet der Park das ganze Jahr über Workshops, Veranstaltungen, Ausflüge in die Natur und Ausstellungen.
In den an den Park angrenzenden Gebieten, die der Öffentlichkeit nicht zugänglich sind, findet das Pressefest der kommunistischen Zeitung L’Humanité statt.
In La Courneuve ist das Zentralarchiv des französischen Außenministeriums (Centre des Archives diplomatiques) untergebracht.

## Politik
Bürgermeister ist seit 1996 Gilles Poux (PCF), zuletzt wiedergewählt 2020.
Der Kanton La Courneuve wird seit 2001 im Generalrat von Seine-Saint-Denis von Stéphane Troussel (PS) vertreten. Abgeordneter ist Daniel Goldberg.

## Bevölkerung
La Courneuve gehört zu den Gemeinden mit dem geringsten Durchschnittseinkommen und zu denjenigen mit dem höchsten Anteil an Einwanderern in Frankreich. Diese kommen meist aus dem Maghreb und Subsahara-Afrika, seit den 1980er Jahren gibt es außerdem einen starken Zuzug von Chinesen, Vietnamesen, Pakistanis und Tamilen.
Nach einer Zählung aus dem Jahr 1999 hatten 65,3 % der Jugendlichen unter 18 Jahren einen Migrationshintergrund, d. h. mindestens ein Elternteil war nicht in Frankreich geboren.

## Wirtschaft
2004 gab es hier 14 213 Arbeitsplätze und 766 private Unternehmen. Obwohl die Bewohner der Stadt meistens eher arm sind, verfügt die Stadt selbst über ein nicht unwesentliches steuerliches Potential durch ein mit Le Bourget gemeinsames Industriegebiet und mehrere Industriestandorte in der Stadt.
Jedoch haben mehrere große Unternehmen (Babcock, Meccano, Champagnole) geschlossen, während andere ihre Arbeitsplätze (Alstom-Rateau) stark reduziert haben. Zu den wichtigsten Verbleibenden zählen die Abfüllanlage von Orangina, KDI (Metallurgie), das Logistikunternehmen UPS, die Recycling-Gruppe Paprec sowie Teile der Unternehmensgruppe CNIM.

## Verkehr
La Courneuve ist die Endhaltestelle der Métrolinie 7: La Courneuve - 8 Mai 1945 --- Mairie d’Ivry bzw. Villejuif - Louis Aragon, die das Viertel der Quatre routes versorgt.
1992 wurde die Straßenbahnlinie T1 eröffnet, die die Stadt durchquert, und die Städte Saint-Denis und Noisy-le-Sec verbindet. Die RER-Linie B versorgt das Viertel La Gare und 4000.
Die Stadt wird von mehreren Buslinien befahren: 150, 152, 173, 607, 609.

## Sport
La Courneuve ist der Sitz des Weltverbandes für American Football, der International Federation of American Football (IFAF). Ebenfalls in der Stadt beheimatet ist das American-Football-Team La Courneuve Flash, welches in der ersten französischen Liga sowie regelmäßig in der EFL spielt.

## Persönlichkeiten
Die Sängerin Amel Bent (* 1985), der Rapper Alibi Montana, die Schauspielerin Sabrina Ouazani (* 1988) und der Tennisspieler Gaël Monfils (* 1986) sind hier aufgewachsen.

## Städtepartnerschaften
- Yako (Burkina Faso)
- Prešov (Slowakei)
- Ocotal (Nicaragua)

## Trivia
Die französische Filmkomödie Willkommen in der Nachbarschaft (Originaltitel: Jusqu'ici tout va bien) des Regisseurs Mohamed Hamidi aus dem Jahr 2019 spielt in La Courneuve und verarbeitet in humoristischer Weise die kulturellen und sozialen Unterschiede zwischen der Banlieue und der Pariser Innenstadt.